# Vedove inconsolabili in cerca di... distrazioni
Vedove inconsolabili in cerca di... distrazioni è un film del 1968, diretto da Bruno Gaburro con lo pseudonimo di Bruno Gaber.
Il film è composto da tre episodi: Vedove a Milano, Vedove a Roma e Vedove a Napoli.

## Produzione
Solo l'episodio romano è stato realmente diretto da Bruno Gaburro, gli altri due provengono da una commedia spagnola del 1966 non identificata doppiata rispettivamente in milanese e in napoletano e rimontata da Bruno Mattei.

## Critica
Secondo i critici Michele Giordano e Daniele Aramu, autori del libro La commedia erotica italiana, il film è il primo, in ordine cronologico, del fortunato filone della commedia erotica all'italiana.